# Aszerat
Aszerat (hebr. אשרת) – wieś komunalna położona w Samorządzie Regionu Matte Aszer, w Dystrykcie Północnym, w Izraelu.

## Położenie
Aszerat jest położona na wysokości 58 m n.p.m. na zachodnich zboczach wzgórz Zachodniej Galilei. Teren opada w kierunku zachodnim ku równinie przybrzeżnej Izraela. Na południe od wsi przepływa strumień Zoch. W otoczeniu wsi znajdują się miejscowości Kafr Jasif, kibuc Bet ha-Emek, moszaw Netiw ha-Szajjara, Amka, wieś komunalna Kelil, oraz arabska wieś Szajch Dannun.

### Podział administracyjny
Aszerat jest położona w Samorządzie Regionu Matte Aszer, w Poddystrykcie Akka, w Dystrykcie Północnym.

## Demografia
Stałymi mieszkańcami wsi są wyłącznie Żydzi. Tutejsza populacja jest mieszana, świecka i religijna:

Źródło danych: Central Bureau of Statistics.

## Historia
Wieś została założona w 1983 roku przez mieszkańców sąsiedniego moszawu Amka, którzy chcieli osiedlić się w pobliżu miejsca swego urodzenia, ale pragnęli mieszkać w pozarolniczej osadzie. Istnieją plany dalszej rozbudowy osady.

## Edukacja
Wieś utrzymuje przedszkole. Starsze dzieci są dowożone do szkoły podstawowej w moszawie Regba lub szkoły średniej w kibucu Kabri. Dzieci z rodzin religijnych są dowożone do szkoły w mieście Naharijja.

## Kultura i sport
We wsi jest ośrodek kultury, boisko do piłki nożnej oraz boisko do koszykówki.

## Infrastruktura
We wsi jest przychodnia zdrowia, sklep wielobranżowy, synagoga i warsztat mechaniczny.

## Gospodarka
Większość mieszkańców dojeżdża do pracy w pobliskich strefach przemysłowych.

## Transport
Ze wsi wyjeżdża się na północ na lokalną drogę, którą jadąc na północny wschód dojeżdża się do moszawu Amka, lub jadąc na zachód wjeżdża się na drogę nr 70, którą jadąc na północ dojeżdża się do skrzyżowania z drogą nr 8721 (prowadzi na wschód do wsi Kelil) i dalej do moszawu Netiw ha-Szajjara oraz arabskiej wioski Szajch Dannun. Natomiast jadąc drogą nr 70 na południe dojeżdża się do kibucu Bet ha-Emek lub dalej do miejscowości Kafr Jasif.